# 대한민국의 여성주의
대한민국의 여성주의는 대한민국 내에서 발생한 여성 억압 원인과 상태를 분석하고 한국 여성의 해방을 궁극적 목표로 하는 운동 또는 그 이론이다. 한반도 내에서의 여성주의 운동은 1920년대부터 등장하였다. 이들 여성주의 운동은 자유주의 여성 운동, 사회주의 여성 운동, 기독교 여성 운동 등 다양한 형태로 나타났다. 이 중 자유주의 여성 운동가들과 사회주의 여성 운동가들은 결혼 제도, 정조론을 비판하였는데, 자유주의 여성 운동가가 결혼의 자유, 연애의 자유, 성적 자유를 주장한 반면 사회주의 여성 운동가는 가정이나 순결에서의 해방을 주장하였다.

## 역사

### 일제 강점기
한국의 여성주의는 1920년대부터 등장하였다. 3.1운동 이후에 대한민국애국부인회, 상하이 한인애국부인회와 같은 여성 단체의 활동이 두드러졌다.
1927년 사회주의 진영의 여성들과 기독교 여성들이 연합해, 여성운동의 전국적 통일기관인 근우회를 만들었다. 근우회를 중심으로 ”한국에서 근대적 의미의 여성운동이 시작됐다.” 그러나 1928년 중반 이후 운동노선 상의 갈등으로 기독교 여성들이 근우회를 탈퇴하고 독자적인 운동 노선을 걷기 시작한다. 이를 계기로 근우회는 ”해체 일로를 걷기 시작했다.”

### 1945년 ~ 1960년대
1945년에 일본 제국주의에서 해방된 이후의 대한민국의 여성주의 운동은 발전하기 시작하였다. 하지만 해방 직후에는 ”이념대립으로 인해 여타 운동의 부분으로 전락하여 독자적인 영역을 구축하기 어려웠다.”는 평가도 있다. 1959년에 한국여성단체협의회가 발족하면서 운동을 주도하였고, 대한YWCA, 대한부인회, 대안여성교육동지회, 한국부인상조회, 새여성회, 한국여성경제인협회, 재향군인회부녀부 등도 함께 활동하였다.

### 민주화투쟁 시기
1970년대 여성운동은 노동운동과 밀접한 연관 속에서 전개되었다. 1979년 YH노조의 신민당사 농성 투쟁은 유신 말기 밑에서부터 일어난 대표적인 여성노동자 투쟁으로 기록되어 있다. 1980년대 중반 이후 서양의 제2세대 여성주의 운동의 영향을 받은 대한민국의 여성주의 운동은 상당한 진전을 보였으며, 이와 함께 대한민국 여성의 지위도 개선됐다. 1987년 진보적 여성운동으로 출발한 한국여성단체연합은 1995년 '성주류화 전략'을 채택해 정권과 파트너십을 맺게 된다.

### 2000년 이후
민주화 운동이나 노동운동과 밀접하게 협력하던 진보적 여성운동의 또다른 분기점은 운동사회 성폭력 뿌리뽑기 100인 위원회 활동으로, 2000년 7월부터 2003년 10월까지 활동한 이 모임은 대학 총학생회, 노동조합, 사회운동 단체에서 벌어진 여성에 대한 남성의 성폭력 사건을 조사해 17명의 성폭력 가해 혐의자를 '운동사회 성폭력 가해자 명단'이라는 이름으로 공개하였다. 이는 이른바 사회운동, 노동운동, 인권운동 진영 내부에서 격렬한 논쟁을 불러왔으며, 특히 성폭력 또는 성폭력 의혹 사건을 공개하면서 '피해자 중심주의'라는 관점을 채택한 것은 논란이 있었다. 여기서의 피해자 중심주의는 “남성의 시각과 언어로 구성되어왔던 '객관성'을 해체하고, 성폭력을 여성의 시각에서 재구성하는 작업”을 의미한다. 100인 위원회는 2003년 10월 활동백서를 발간하는 것으로 활동을 마무리한다. 이 사건은 여성운동이 대체적으로 노동운동 단체나 사회운동 단체와 다른 노선을 걷게 하는 계기가 되었다.
대한민국 대통령들 중에서는 김대중 전 대통령과 문재인 대통령이 페미니스트인 것으로 알려졌다. 김대중 전 대통령은 "내가 나름대로 페미니스트적인 관점과 행동을 실천할 수 있었던 건 아내의 조언 덕이었다"며 이희호 여사의 영향을 받아 페미니스트가 되었다고 고백한 바 있다. 또한 문재인 대통령은 "페미니스트 대통령"을 표방한 바 있다. 문 대통령은 대선 공약집 '나라를 나라답게'에서 '남녀 동수 내각 구성을 위해 지속적으로 노력하겠다'고 약속했고, 내각에서의 여성 장관 비율을 OECD 평균 수준인 30% 선으로 구성하겠다고 선언했다. 이 약속은 정권 출범 초에 장관급 19명 중 6명을 여성으로 채우면서 이행되었다.

### 2015년 이후
메갈리아의 등장으로 이른바 '페미니즘 리부트'라 불리는 페미니즘 붐 현상이 발생했다. 메갈리아에서 소라넷 폐지 운동이 벌어졌고 디지털 성범죄 아웃이 창설됐다.
2016년, 메갈리아는 여러 논쟁을 거치며 분열되었고 대표적인 분화 사이트로 워마드가 탄생했다. 같은 해 발생한 강남역 화장실 살인사건은 2015년 이후의 대한민국 여성주의 운동에서 결정적인 분기점으로 손꼽힌다.
2018년, 불법촬영 편파수사 규탄시위가 열려 '여성’이라는 단일 의제로 국내에서 열린 사상 최대 규모 집회 기록을 돌파했다. 이후 BBC, 뉴욕 타임스, 더 가디언 등 해외언론에 '탈코르셋' 운동이 보도됐다.
2019년, 추적단 불꽃이 n번방 사건을 최초 보도했고, 프로젝트 리셋이 창설됐다. 2020년, 여성의당이 창당되었다.

## 같이 보기
- 대한민국의 여성 운동